# Éter coroa

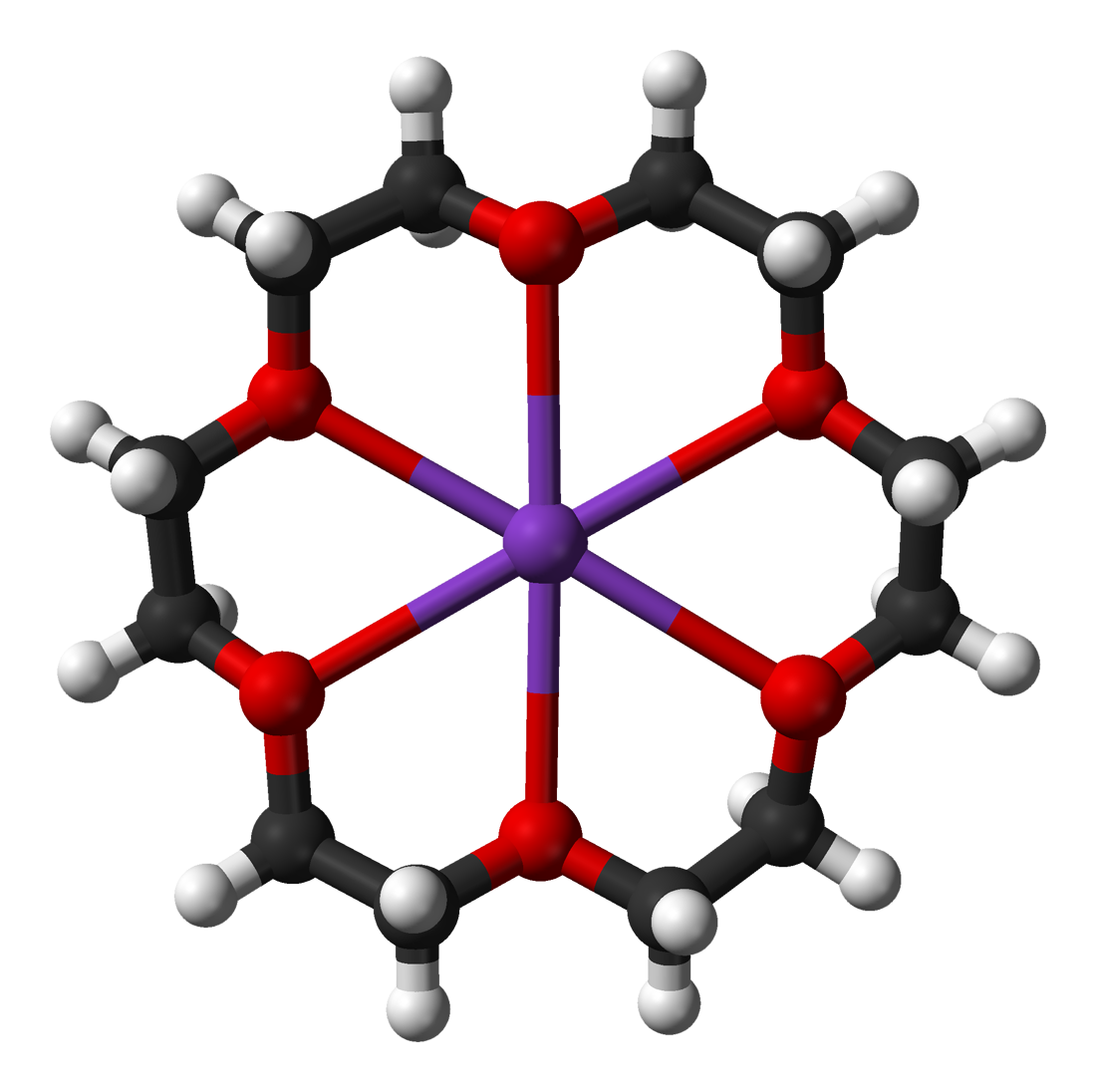
18-Coroa-6 coordenando um íon potássio

Éter coroa é um composto químico cíclico constituído por um anel e vários grupos éter. Os éteres coroa mais comuns são os oligômeros do óxido de etileno, sendo etilenoxi a unidade repetida -CH2CH2O-. Importantes membros dessa série são os tetrâmeros (n=4), pentâmeros (n=5) e o hexâmeros (n=6). O termo coroa se refere à semelhança entre o anel do éter coroa se ligando a um cátion e a uma coroa sobre uma cabeça.
O primeiro número do nome de um éter coroa se refere ao número de átomos no heterociclo, e o segundo se refere ao número de átomos de oxigênio.
Éteres coroa se ligam fortemente a certos cátions, formando complexos. Os átomos de oxigênio estão bem situados para se coordenarem com o cátion no meio do anel, enquanto que o exterior do anel é hidrofóbico. Os cátions resultantes frequentemente formam sais que são solúveis em solventes não polares, por isso éteres coroa são úteis em catálise de transferência de fase. A seletividade do éter-coroa para um determinado cátion deriva da complementaridade de tamanho da cavidade com o diâmetro do cátion. Por exemplo, 18-coroa-6 tem alta afinidade para cátions K+, 15-coroa-5 tem afinidade com cátions Na+, 12-coroa-4 tem afinidade para cátions Li+. A alta afinidade por K+ do 18-coroa-6 contribui para sua toxidade.

Estrutura de éteres coroa comuns: 12-Coroa-4, 15-Coroa-5, 18-Coroa-6, Dibenzo-18-coroa-6, and Diaza-18-coroa-6

## Éteres coroa na natureza
Éteres coroa não são os únicos ligantes macrocíclicos que tem afinidade por íons potássio. Ionóforos como valinomicina também mostram uma afinidade maior ao cátion potássio do que a outros cátions.

## História dos éteres coroa sintéticos
Em 1967, Charles J. Pedersen, um químico que trabalhava para a DuPont, descobriu um método simples de sintetizar éteres coroa quando estava tentando sintetizar um agente complexante para cátions divalentes. Sua estratégia consistiu em ligar dois grupos catecolato através de uma hidroxila de cada molécula. Essa vinculação define um ligante polidentado que poderia envolver parcialmente o cátion, e por ionização das hidroxilas fenólicas, neutralizar o dicátion preso. Pedersen ficou surpreso em isolar um subproduto que ficou fortemente complexado a cátions de potássio. Citando um trabalho mais recente sobre a dissolução de potássio em 16-coroa-4, ele percebeu que poliéteres cíclicos representavam uma nova classe de agentes complexantes que podiam se ligar a cátions de metais alcalinos. Pedersen então começou a reportar uma serie de estudos sistemáticos sobre a síntese, e propriedades de complexação de éteres coroa. Pedersen popularizou os éteres de coroa dibenzo.
Pedersen dividiu o prêmio Nobel de química de 1987 com Donald J. Cram e Jean Marie Lehn pela descoberta e uso de moléculas de estrutura especifica de alta seletividade.

## Afinidade por cátions
Além de sua alta afinidade por cátions K+, 18-coroa-6 pode também se complexar com aminas protonadas, esses complexos são estáveis tanto em solução quanto em fase de gás. Alguns aminoácidos como a lisina possuem amina primária em sua cadeia lateral. Esses grupos aminos protonados podem se ligar na cavidade do 18-coroa-6 e formar complexos estáveis na fase de gás. São formadas ligações de hidrogênio entre os três átomos de hidrogênio da amina terciária e três átomos de oxigênio da 18-coroa-6. As ligações de hidrogênio fazem deste composto um aduto estável.

## Coroas-aza
Derivados de éteres Coroas diaza de 18 e 21 membros exibem excelente seletividade para com cálcio e magnésio e são amplamente usados em eletrodos íons-seletivos. Uma parte ou todos os oxigênios do éter coroa podem ser substituídos para formar criptandos.